# Віа Бальбо

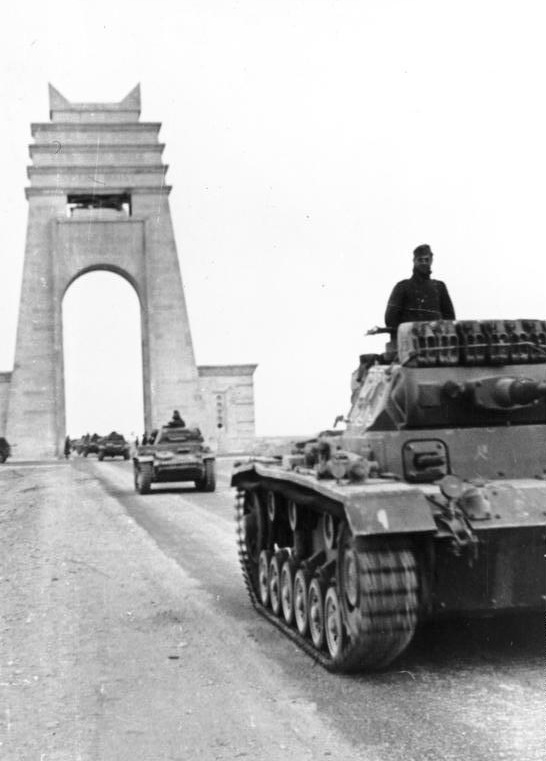
Німецькі танки рухаються по дорозі

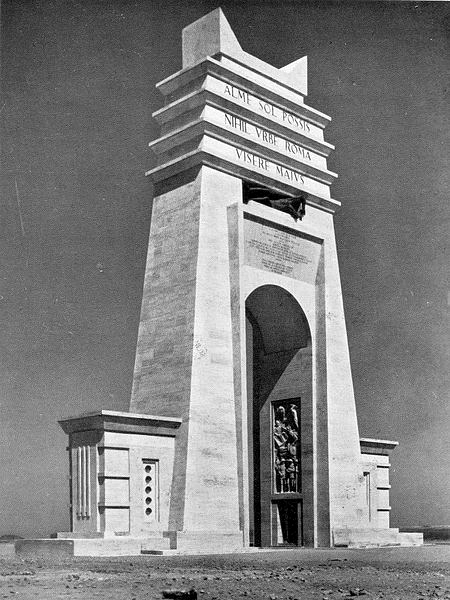
Арка Філенів

Віа Бальбо (італ. Via Balbia) — автодорога, побудована уздовж узбережжя Лівії та відкрита в присутності Беніто Муссоліні в 1937. Являє собою шосе з Триполі в Бардію загальної довжиною 1 822 км. Названа на честь губернатора Лівії маршала Італо Бальбо, який загинув в авіакатастрофі в 1940. В даний час відома також як Національна прибережна дорога.
На кордоні Киренаїки та  Триполітанії побудована велика архітектурна споруда під назвою Арка Філенів, що відзначала закінчення будівництва дороги.
Під час Другої світової війни дорога мала стратегічне значення, по суті, будучи головною комунікаційною лінією постачання воюючих сторін.